# Rotazione parabolica
In matematica, e in particolare in geometria analitica è detta rotazione parabolica la trasformazione affine di equazioni {\displaystyle f(x)={\begin{cases}x\prime =x+k\\y\prime =2kx+y+k^{2}\end{cases}}}con {\displaystyle k\in R}.

Questa affinità trasforma la parabola di equazione {\displaystyle y=x^{2}} in se stessa.